# Marie-Philippe Robinot-Marcy
Marie-Philippe Robinot-Marcy, francoski general, * 1885, † 1981.